# Le Bugey (société savante)
Pour les articles homonymes, voir Bugey et Bugey (AOC).
Le Bugey, société scientifique, historique et littéraire est une société savante créée à Belley en 1908 par Marc de Seyssel-Cressieu et le chanoine Joseph Tournier.

## Présentation
À sa création, la société se donne pour but : 
« 
- d'approfondir l'histoire du Bugey et du petit Bugey et la faire mieux connaître à ses habitants (...) ;
- chercher à travers les âges, et jusque dans la préhistoire, les modifications du climat et de la constitution géologique ;
- décrire les monuments ou les vestiges du passé ;
- recueillir des documents sur les mœurs, les usages, les costumes, le langage, le mobilier et l'habitation de nos ancêtres ;
- déchiffrer les inscriptions, classer les monnaies et les médailles, consulter les ouvrages spéciaux, les archives, les livres, les manuscrits, les chartes et même le coffre de chêne des familles, afin de dater et fixer les événements ;
- établir, à Belley, un musée historique ;
- constituer une bibliographie qui facilite les travaux de nos successeurs. »

Elle se présente au public comme une « œuvre de patriotisme local ».
Un bulletin (trimestriel à l'origine) illustré sera publié. Sa parution, actuellement annuelle, a un tirage d'environ 1 300 exemplaires. Sa diffusion concerne plus de mille abonnés, servis par la poste ou par un réseau de délégués. La vente est aussi assurée par quatorze dépositaires. Dix bibliothèques, trois médiathèques et trente sociétés culturelles la reçoivent, en France comme à l'étranger.
La société organise également des conférences, des expositions et des excursions culturelles.

## Histoire
La Société fut constituée le 19 novembre 1908. Il avait été décidé qu'il y aurait deux catégories d'adhérents : des membres titulaires (payant une cotisation annuelle de six francs) et des membres correspondants (payant une cotisation de trois francs). Les séances étaient bimensuelles et se tenaient à l'hôtel de ville de Belley, avec l'accord de Monsieur Bégérard, maire de Belley. Un Bulletin trimestriel (in-8 broché), illustré, publiait les diverses communications des sociétaires, après visa du Comité de rédaction, composé des membres du Bureau. Le Bulletin était gratuit pour tous les membres indistinctement.
La société réunissait à l'origine des notables locaux s'intéressant à l'histoire du Pagus Bellicensis, c'est-à-dire l'ancien diocèse de Belley (approximativement la région du Bugey). Le premier numéro de la revue parut en avril 1909. Son succès croissant fut toutefois interrompu au cours des guerres de 1914-1918 et de 1939-1945.
En 1909, le Bureau était formé de Marc de Seyssel-Cressieu (président), du docteur Émile Bozonet et du chanoine Charles Dementhon (tous deux vice-présidents) ainsi que de René Pic et de Victor Cottet (secrétaires). Henri Ratinet était le trésorier.
Le 100e numéro du Bugey a fait l'objet d'une édition exceptionnelle et d'une exposition tout l’été 2013 au Musée départemental du Bugey-Valromey de Lochieu sur le thème: « le Bugey de 1909 à 2013 ».

## Publications

### 1erfascicule- Janvier-avril 1909

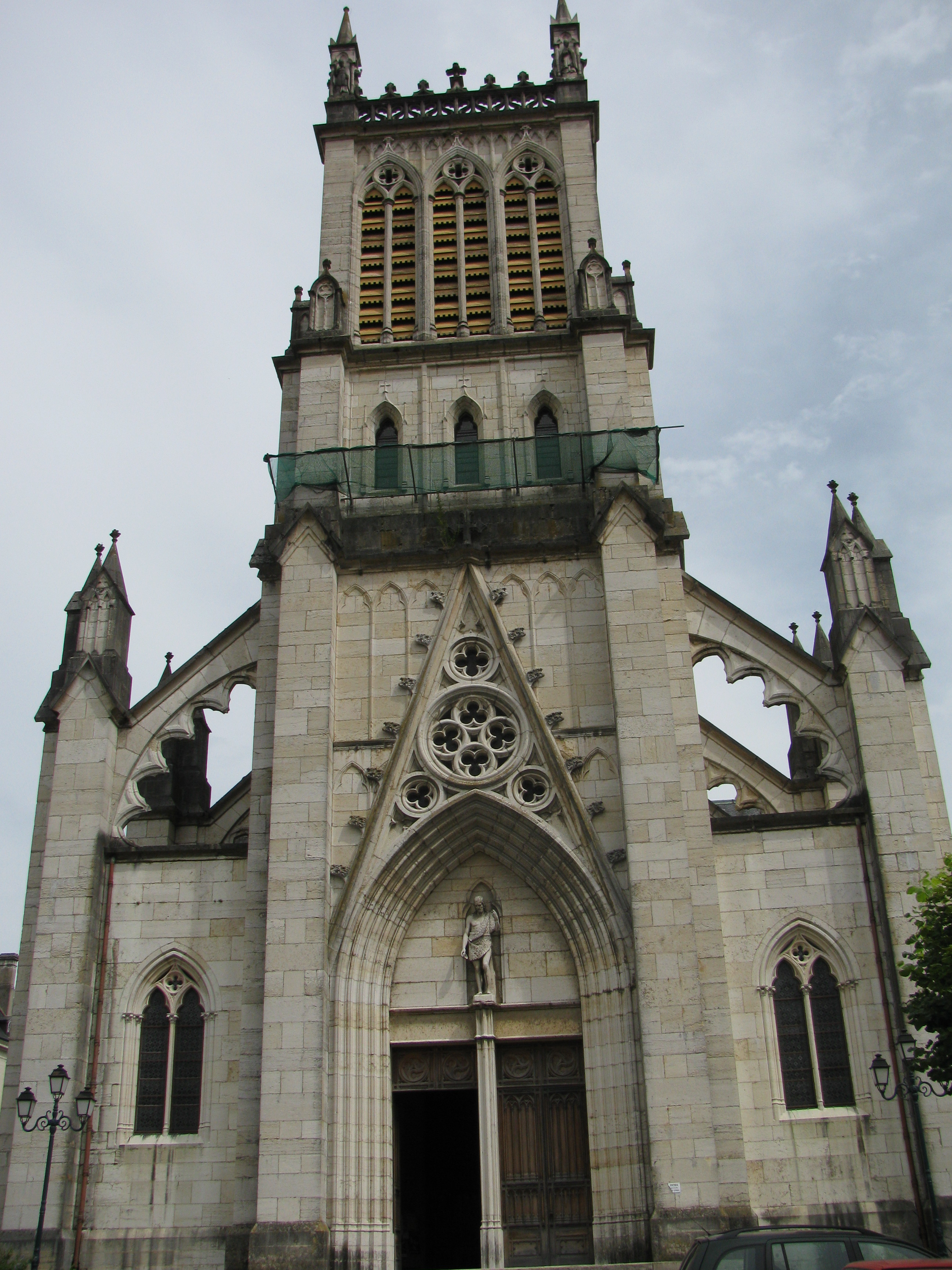
la Cathédrale de Belley

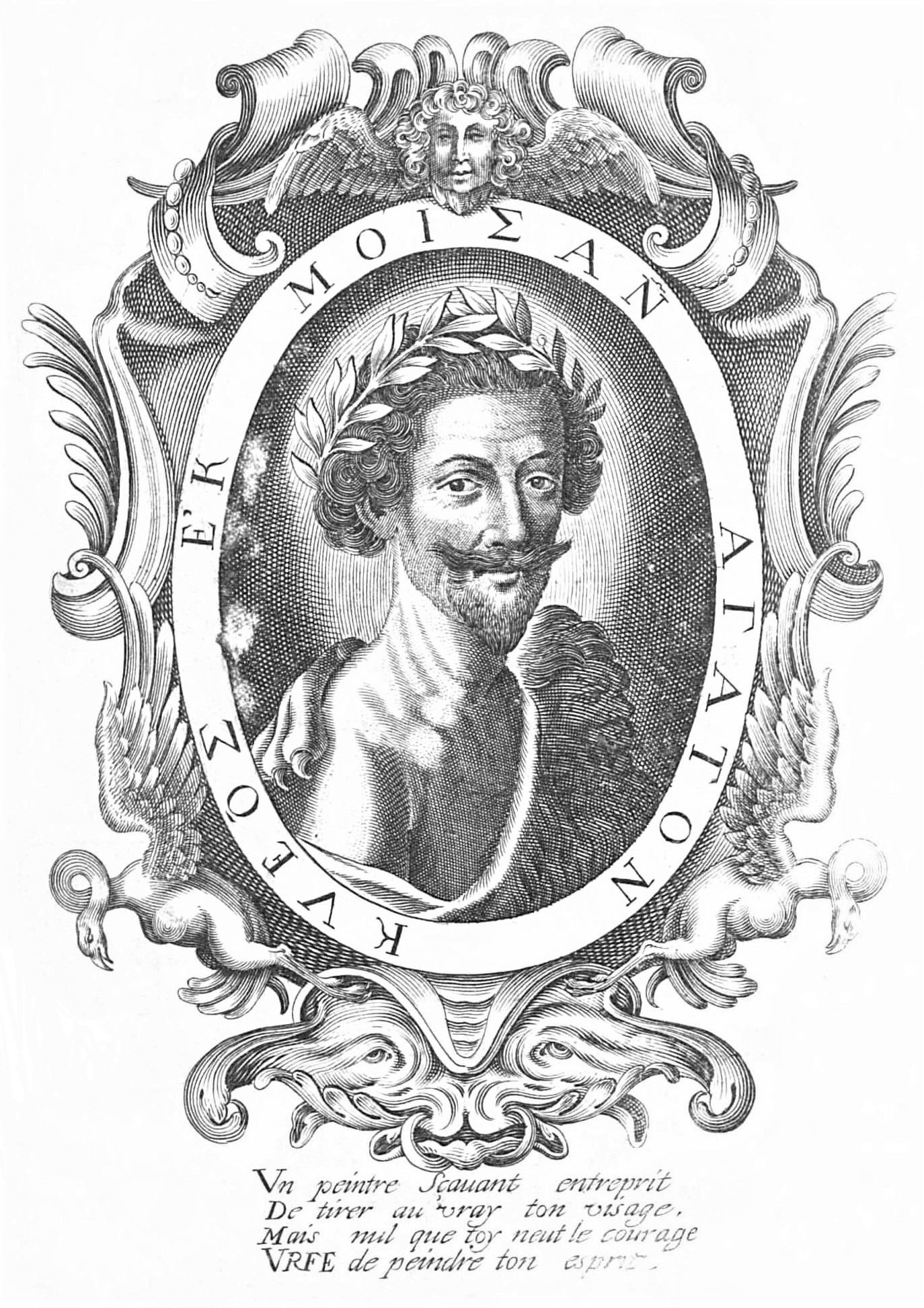
Honoré d'Urfé

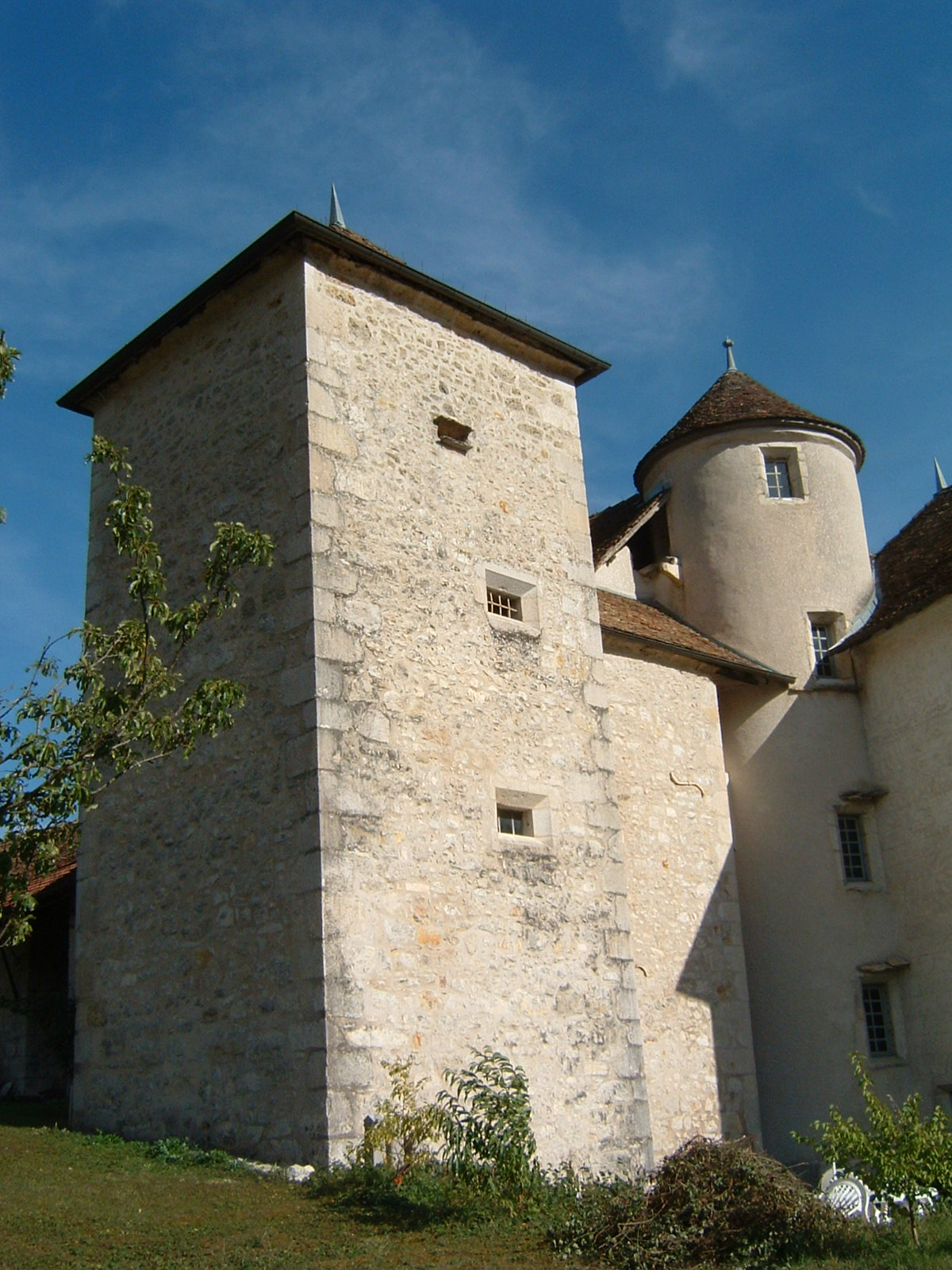
Le château de Rossillon

Imprimerie Louis Chaduc, 82 pages
Le Bugey : But, esprit. Organisation de la société. Cotisations. Bulletin. Bureau (Comité de Rédaction), Les premiers habitants du Bugey (Joseph Tournier), Esquisse historique du Bugey (Comte de Seyssel), Le Petit Bugey et sa noblesse, en 1675 (Jean Létanche), La tombe de Nivière-Chol, à Virieu (Albert Callet), Sources des Études sur le Bugey (Abbé Charles Dementhon), Les lacs de Nantua et de Sylans (Antoine Richard), Légende du Haut-Bugey (André Chagny), Chronique d'art et d'archéologie: Ambronay, Izernore, Principaux sujets traités dans les réunions de la Société (R. Pic)

### 2efascicule- Juillet-Octobre 1909
Imprimerie Louis Chaduc, 130 pages

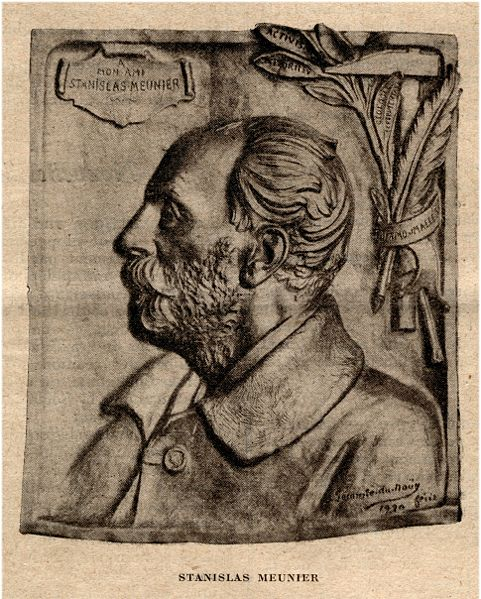
Stanislas Meunier

Du rôle de la vie dans l'évolution de la surface terrestre (Stanislas Meunier), Des États de la province du Bugey (René Pic), La famille des Bolomier, à Poncin (B. Maupetit), Esquisse de l'histoire du Bugey (Cte de Seyssel), Principales Sources des Études sur le Bugey (suite) (Ch. Dementhon), Légende Valromeysanne (André Chagny), Un duel historique à Briord (J. Létanche), Le traité de Turin, 24 mars 1760, rectificatif des frontières du Bugey, par M. Stéphane Maret. Spécimens des Patois du Bugey, de la Bresse et de la Dombes, en 1909 (Documents), Travaux de la société pendant le dernier semestre, Dons au musée et à la bibliothèque, Bibliographie

### 3efascicule- Janvier-Avril 1910
Chaduc Frères. Imprimeurs-Éditeurs, 160 pages
Promenade en Bugey (R. P.), Esquisse historique du Bugey (Cte de Seyssel), Prieuré et paroisse d'Ordonnaz (L. Joly), Les premiers habitants du Bugey (Joseph Tournier), Fouilles archéologiques de Saint-Champ (M. S.), Études du Bugey gallo-romain (Ch. Dementhon), Une vieille maison d'Ameyzieu (A. de Lassus), Honoré Fabri, de Virieu-le-Grand (A. Callet), L'hôtel des États du Bugey (R. Pic), Échallon pendant la Révolution (Dubois), Quelques champignons du Bas-Bugey (Brunard), Histoire des inondations du Bugey (A. C.), Légendes du Bugey (André Chagny ; L. Lourdel), Chronique semestrielle de la Société (C. D.)

### 4efascicule- Juillet-Octobre 1910
Imprimerie Louis Chaduc, 191 pages

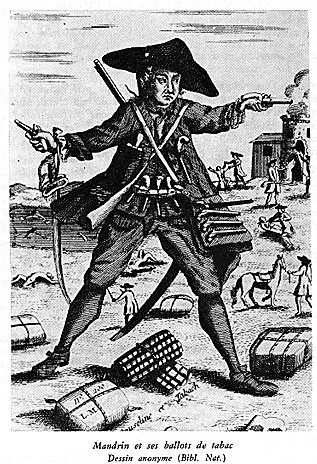
Louis Mandrin

Liste des membres du bureau de la Société, Séance générale du Bugey, Mars 1910, Le Bugey : son esprit et son cœur (A. Chagny), Les fouilles d'Izernore (E. Brachet), Prieuré et paroisse d'Ordonnaz (L. Joly), Esquisse historique du Bugey (Cte de Seyssel), Études du Bugey au Moyen Âge (Ch. Dementhon), Mandrin dans le Bugey (A. Callet), Le Vin des "Altesses" (J. Létanche), Quelques Champignons du Bas-Bugey (Brunard), Anciens Registres de Catholicité, à Virieu (A. C.), Légende du Bugey (G. la Batie), Inventaire des archives Genin (Chevalier), Médailler d'Anglefort (Vte de Seyssel), Chronique semestrielle, Nécrologie

### 5efascicule- Janvier-Avril 1911
Chaduc Frères. Imprimeurs-Éditeurs, 192 pages
Promenade à Bellegarde et Nantua (C. Dementhon), Le Comté de Savoie-Belley : origines (C. Renaux), L'invasion dans l'Ain, en 1814 (J. Perreau), Prieuré et paroisse d'Ordonnaz (L. Joly), Esquisse historique du Bugey (Cte de Seyssel), Ancienne Confrérie de Ceyzérieu (A. Callet), Notice sur le général Collet-Meygret (A. Chagny), Quelques champignons du Bas-Bugey (Brunard), Document : Louis Sainte-Marie Perrin, Antiquités de Vieu, Découverte à Chézery-Forens (J. Tournier), Poésies : L. Lourdel, Légende de l'abbaye de Saint-Sulpice, Salut au Bugey (Edmond Chapoy) - Le château de St-Germain (P. Aguétant), Chronique semestrielle, Réunion du Bugey

### 6efascicule- Juillet-Octobre 1911

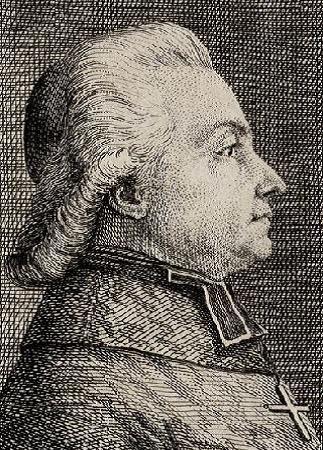
Jean-Baptiste ROYER

Chaduc Frères. Imprimeurs-Éditeurs, 210 pages
Promenade de Glandieu à Lhuis (C. Dementhon), Ordonnaz : prieuré et paroisse (fin) (L. Joly), Coup d'État savoyard au XVe siècle (J. Létanche), Premiers habitants du Bugey (suite) (J. Tournier), Jean-Baptiste Royer, évêque constitutionnel de l'Ain et métropolitain de Paris (Cte de Seyssel), Le merveilleux au XVe siècle, en Petit-Bugey : procès de sorcellerie, etc. (P. Saint-Olive), Monographie de Bélignat (A. Dubois), Le général Baillod (A. Chagny), Poésie : P. Aguétant, Pays Natal, Chronique trimestrielle

### 7efascicule- Janvier-Avril 1912
Chaduc Frères. Imprimeurs-Éditeurs, 182 pages
Anthelme Bégérard, maire de Belley, Les Emigrants du Bugey (J. Corcelle), Le Régiment de Bugey (A. Callet), Journal d'un prisonnier pendant la Terreur, à Pierre-Châtel (R. Pic), Commerce du Bugey, au XIVe siècle. (P. Sainte-Olive), Un épisode de guerre à Dortan (S. Maret), Esquisse historique du Bugey (Cte de Seyssel), Un poète d'Ambérieu : B. Hugues (P. Aguétant), Monographie de Bélignat (suite) (J. Dubois), Promenade à Chazey, Lagnieu, Saint Sorlin (Dementhon), Le Général Baillod (Suite) (A. Chagny), Champignons du Bas-Bugey (fin) (Brunard), La Chartreuse de Portes (E. Vitte) Chronique semestrielle

### 8efascicule- Juillet-octobre 1912

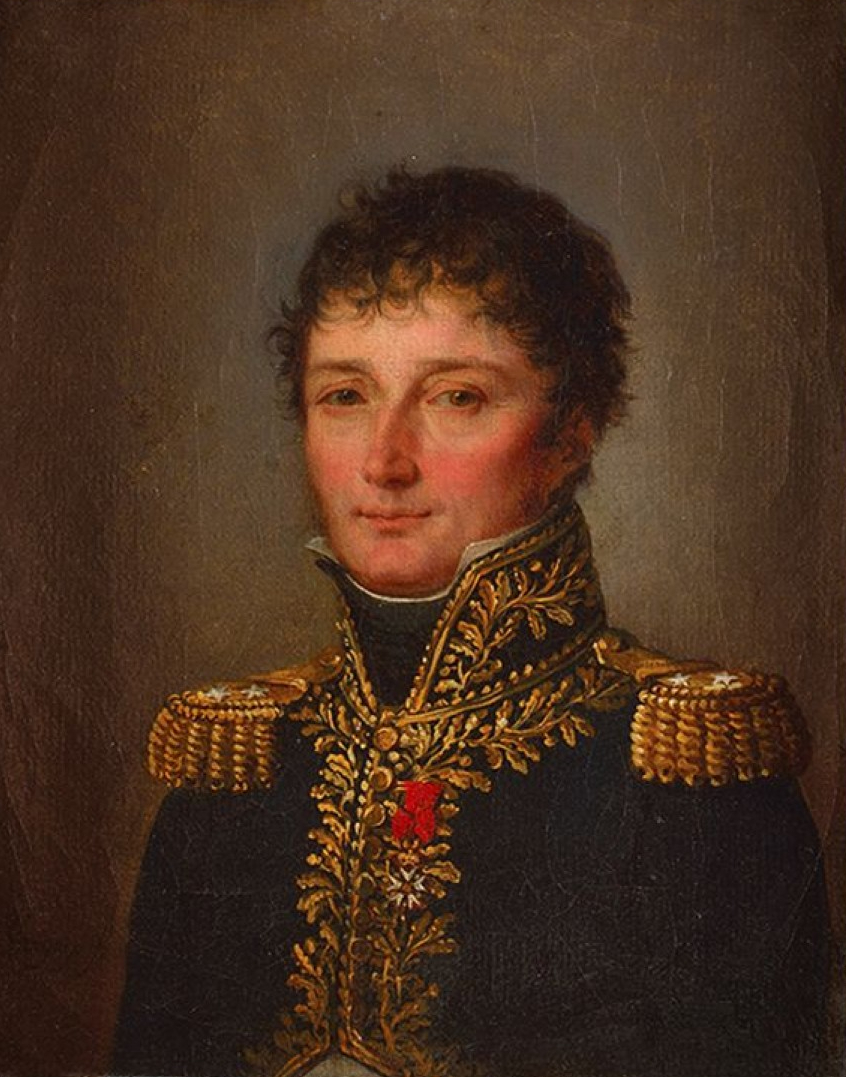
Le Général Baillod

Chaduc Frères. Imprimeurs-Éditeurs, 190 pages
Le Belley de nos pères (Comte de Seyssel), Invasion de 1814-1815 dans l'Ain (Vingtrinier), Anciennes assemblées provinciales du Bugey (Pic), Le Régiment de Bugey (Fin) (Callet), Saint Rambert aux XVIIe et XVIIIe siècles (Tournier), Le Concile d'Epaona (Yenne), en 517 (Maret), Le général Baillod (suite) (Chagny), Monographie de Bélignat (fin) (Dubois), Promenade à Ambronay et Varey (Dementhon), Poésies (Chagny-Aguétant, Edmond Chapoy) Chronique semestrielle

### 9efascicule- Avril 1912
Chaduc Frères. Imprimeurs-Éditeurs, 190 pages
La Grande Mortalité en Bugey (Saint-Olive), Le Belley de nos pères (suite) (Cte de Seyssel), Mgr de Quincey et la Révolution (Dementhon), La question d'Epaona-Yenne ? (Jules Hannezo), L'Anneau de Saint Maurice (Maret), L'Astrée et l'Art des Jardins (Callet), Siège et bataille de Varey (R. Pic), Le Général Baillod (Suite) (Chagny), Vie et mœurs en Bugey au XVIe siècle (Pérouse), Poésie : La guerre Turco-Bulgare (La Batie)Documents : Testament d'Honoré Fabri, par M. Callet, Pénitence publique de Pierre de la Balme, traduit et annoté par M. Naillod, Chronique semestrielle

### 10efascicule- Octobre 1912

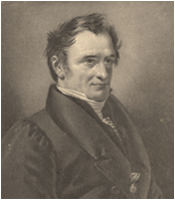
Joseph Récamier

Chaduc Frères. Imprimeurs-Éditeurs, 190 pages
Le docteur J.-C.-A. Récamier (Eyraud), Noms de lieux à Virieu-le-Grand (Callet), Monographie de Villebois (Joly), Ban de la Noblesse du Bugey, en 1674 (Maret), Le général Baillod (suite) (Chagny), Impôts du clergé en Bugey (Chevallier), Esquisse historique du Bugey (Cte de Seyssel), Claude d'Estavayer, évêque de Belley (Reymond), Vie et Mœurs en Bugey au XVIe siècle (Pérouse), Promenade du Bugey à Bourg (Corcelle), Poésies bugistes (Lourdel, Edmond Chapoy), Chronique semestrielle

### 11efascicule- Avril 1914
Imprimerie Louis Chaduc, Imprimeur-Éditeur, 200 pages
Brou souterrain (A. Chagny), Siège de Pierre-Châtel, en 1814 (G. Quais), St Rambert, aux XVIIe et XVIIIe siècles (Tournier), Eaux minérales de Chatillon (A. Dallemagne), Claude Chastillon, topographe bugiste (M. de Seyssel)- Palais épiscopal de Belley (A. Callet), Autour de la Révolution, à Belley (J. Corcelle), Charles de Lucinge et le Bugey (P. Saint-Olive), Vie et Mœurs en Bugey, au XVIe siècle (Pérouse), Les fouilles de Blyes (Noel et Voluzan), Le Général Baillod (suite) (A. Chagny), Poésies bugistes (Falcon, Aguétant) Chronique semestrielle

### 12efascicule- Octobre 1914
Imprimerie Louis Chaduc, Imprimeur-Éditeur, 174 pages
Volontaires du Bugey, en 1792 (J. Corcelle), Origines de l'histoire du Bugey (Pic), Conférence sur Brillat-Savarin (A. Callet), Restauration du diocèse de Belley (Dementhon), Un ancien médecin du Bugey (Saint-Aubin), Mœurs en Bugey, au XVIe siècle (Pérouse), Charles de Lucinge et le Bugey (P. Saint-Olive), Saint Rambert, aux XVIIe et XVIIIe siècles (Tournier), Façade nord de la cathédrale de Belley (C. D.), Maison forte de Virieu-le-Grand (A. C.), Poésies diverses (Vitte, Giguet, Tissot), Chronique semestrielle, Table générale des matières, 1913, 1914

### 13efascicule- Décembre 1919
Imprimerie Louis Chaduc, Imprimeur-Éditeur, 132 pages
Le chanoine Dementhon et son œuvre, M. Stéphane Maret (M. S.) -chanoine Dementhon (A. Callet), Un autel du Musée lapidaire de Belley (R. Pic), St-Rambert, aux XVIIe et XVIIIe siècles (Tournier), L'Abbé Pessonneaux et la Marseillaise (A. Callet), La rémission d'une Princesse de Savoie, La catastrophe des Granges (J. Tournier), Les loups dans l'Ain (J. Corcelle), Les Vacances de Brillat-Savarin (A. Callet), Une lecture, au Bugey, en 1999 (A. Chagny), Blanchet, Tissot, Aguétant, La Batie (Poésies)

### 14efascicule- Décembre 1920

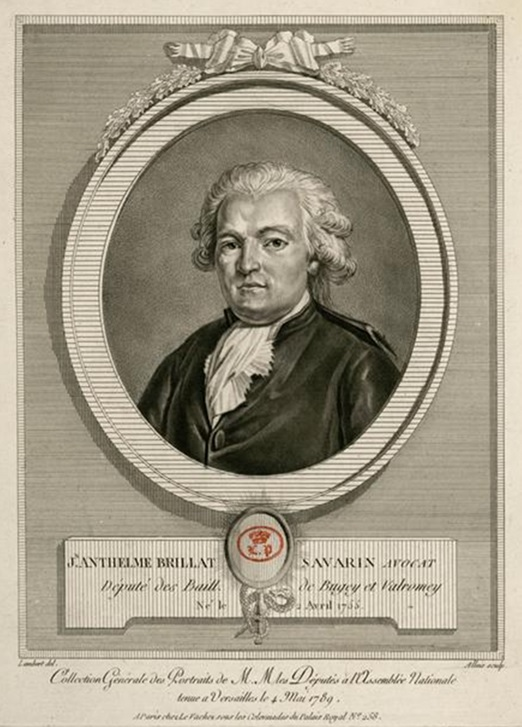
Brillat-Savarin

Imprimerie Louis Chaduc, Imprimeur-Éditeur, 125 page
Les vins du Bugey (J. Corcelle), Le Bugey (esquisse historique suite) (M. de Seyssel), Chézery (Son abbaye et sa vallée) (Jules Hannezo), Note sur une médaille Isiaque (R. Pic), Brillat-Savarin (A. callet), Les ouvriers émigrants (J. Corcelle), Le Collège de Saint-Rambert (J. Tournier), Légende bugiste (M. de Seyssel), Le diner de la Paix à Belley (A. Callet), Équipement d'un cadet-gentilhomme bugiste (baron A. Dallemagne)

### 15efascicule- Octobre 1921
Imprimerie Louis Chaduc, Imprimeur-Éditeur, 150 pages
Le Bugey (esquisse historique, suite) (M. de Seyssel), Le Siège de Maubeuge (A. callet), Le Collège de Saint-Rambert (suite) (J. Tournier), Chézery (Suite) (Jules Hannezo), Une déesse de l'Albarine ? (Jules Hannezo), Bureau de Charité à Belley (baron A. Dallemagne), Les Très Riches Heures du duc de Berry (M. de Seyssel), Nécrologie : J. Corcelle

### 16efascicule- Octobre 1922

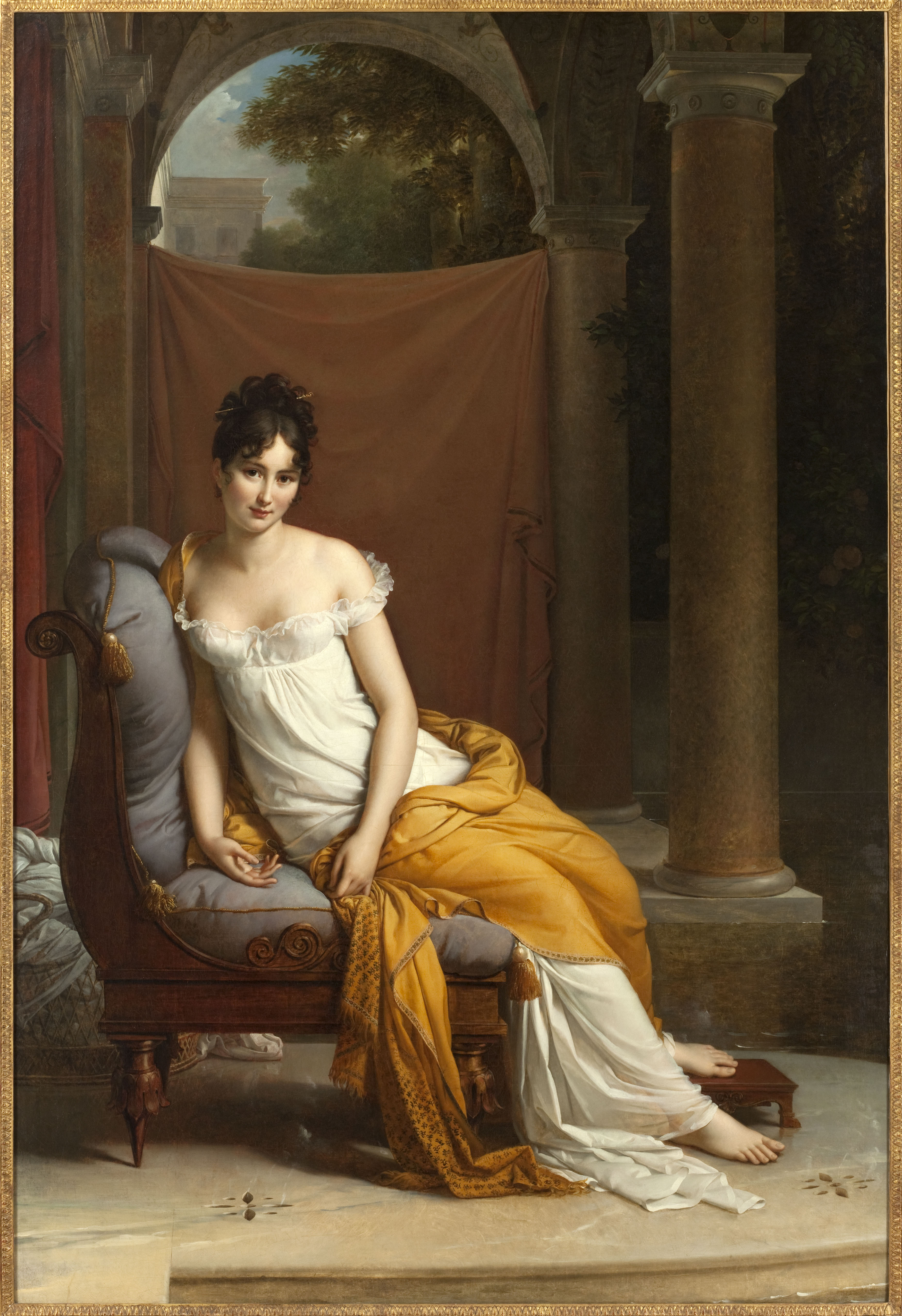
Juliette Récamier

Imprimerie Louis Chaduc, Imprimeur-Éditeur, 150 pages
Nécrologie : Le Cte de Seyssel-Cressieu (R. Pic), Lettre du Général Fournier (A. Callet), Bibliographie de Brillat-Savarin (Dr Carry), Le Cte de Faucigny-Lucinge (E. Vingtrinier), Le Bugey (esquisse historique, suite) (M. de Seyssel), Le Général Baillod (suite) (A. Chagny), L'Hôtel-Dieu de Belley (baron A. Dallemagne), Une déesse de l'Albarine ? (E. Lépaule), Incident d'audience au Bailliage de Belley (V. Dominjon), Dons au Bugey. Bibliographie

### 17efascicule- Août 1923
Imprimerie Louis Chaduc, Imprimeur-Éditeur, 194 pages
Le Cte de Seyssel-Cressieu (Nécrologie) (A. Naillod), L'érudit navigateur Jules Hannezo (Edmond Chapoy), Le Général Baillod (Suite) (A. Chagny), Chazey-Bons, Cressieu et Rothonod (J. Cohas), Le Bugey (esquisse historique, fin) (M. de Seyssel), La Grotte des Hoteaux (J. Tournier), Madame Récamier en Bugey (Ch. Lenormant), Le Culte des pierres dans la région de Belley (J. Tournier), Dons au "Bugey" et Bibliographie

### 18efascicule- Août 1924
Imprimerie Louis Chaduc, Imprimeur-Éditeur, 158 pages
Chazey-Bons, Cressieu, Rothonod (fin) (J. Cohas), Brillat-Savarin archéologue (A. Callet), Belley (Poésie) (Edmond Chapoy), Othon de Granson (M. de Seyssel), Bibliographie de Brillat-Savarin (Dr Carry), La Grotte des Hoteaux (fin) (J. Tournier), Dons au Bugey

### 19efascicule-  Septembre 1925
Imprimerie Louis Chaduc, Imprimeur-Éditeur, 156 pages
Albert Callet, Stanislas Meunier (Nécrologie), Philibert Berthelier, Fondateur de la République de Genève, et Bonivard, l'illustre prisonnier de Chillon (A. Callet), Les États de Savoie (R. Pic), L'Autel Gallo-Romain du Musée de Bourg (A. Germain), Notes historiques sur le Haut-Bugey (E. Vingtrinier), Les Sépultures de Chazey-Bons (J. Tournier), Monographie historique d'Anglefort (De Seyssel-Sothonod), Thomas Riboud, Géologue (J. Tournier), Le séjour d'Honoré d'Urfé au Château de Virieu-le-Grand (A. Callet), L'Oliphant de Portes (J. Tournier)

### 20efascicule-  Septembre 1926
Imprimerie Louis Chaduc, Imprimeur-Éditeur, 158 pages
Briord (L. Joly), Deux stations préhistoriques du Jura occidental de l'Ain dans la Vallée du Suran (J. Tournier et Costa de Beauregard), Une révolte au Collège de Belley, le 7 juin 1791 (baron A. Dallemagne), Une légende : la maison d'Olivier Le Daim, à Belley (A. Callet), Notes historiques sur le Haut-Bugey (E. Vingtrinier), Rossillon et son château (R. Pic), Monographie historique d'Anglefort (Suite) (De Seyssel-Sothonod), Le Siège de Pierre-Châtel (Général Quais)

### 21efascicule- Août 1927
Imprimerie Louis Chaduc, Imprimeur-Éditeur, 158 pages
René Pic, Louis Chaduc (Nécrologie), Origines du diocèse de Belley (M. Perroud), Versoix rivale de Genève (E. Vingtrinier), Archéologie (J. Tournier), Monographie historique d'Anglefort (De Seyssel-Sothonod), Grolée, vision (poésie) (J. Saint-Pierre), Briord (L. Joly), La peste de 1723 à Belley (baron A. Dallemagne), La conspiration de 1790 (E. Vingtrinier), Arlod (De Seyssel-Sothonod), Monuments historiques de Belley (baron A. Dallemagne)

### 24efascicule- Août 1930
Imprimerie Aimé Chaduc, 158 pages

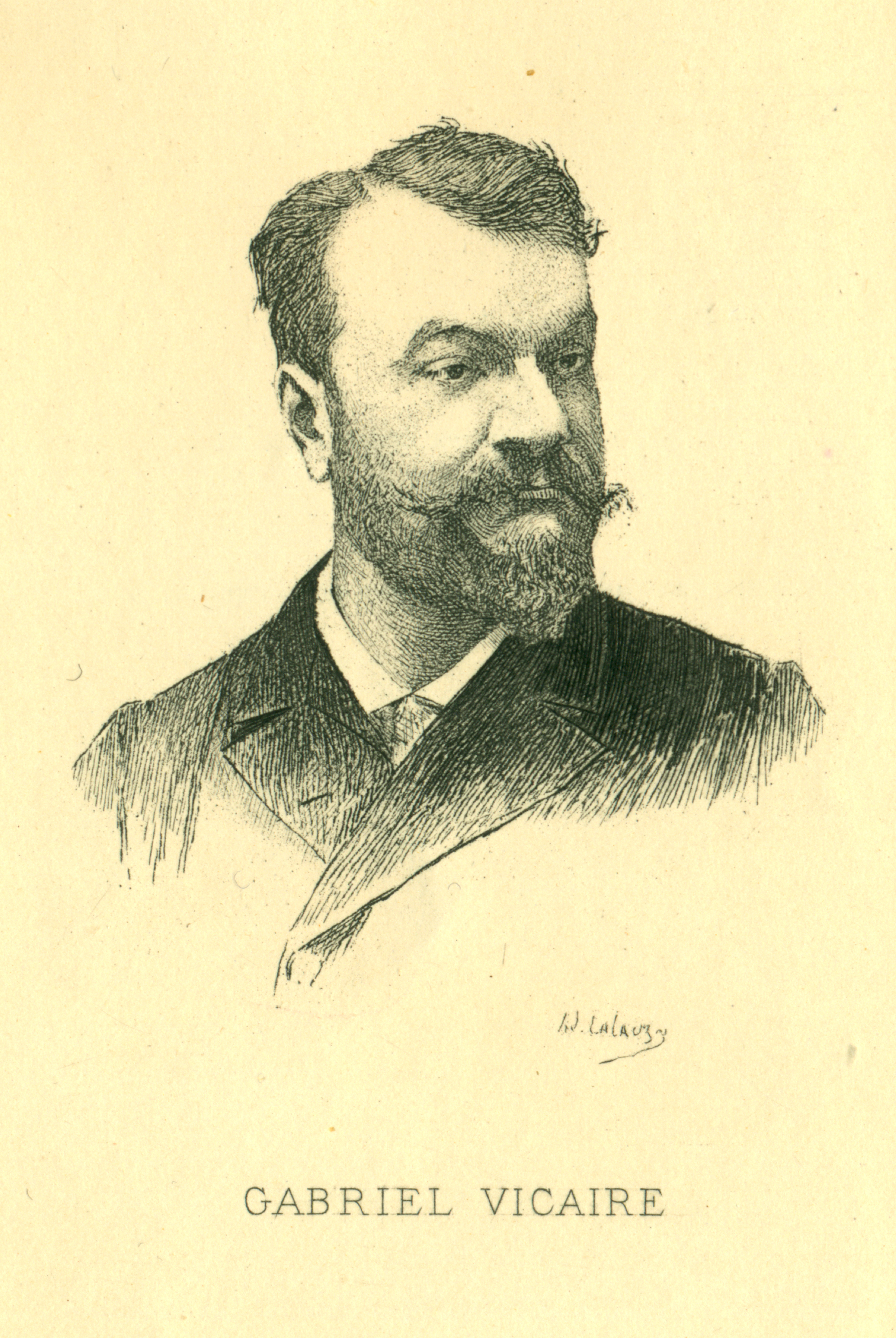
Gabriel Vicaire

La Chartreuse d'Arvière (suite) (L. Joly), L'église abbatiale d'Ambronay (E. Garcin), Notes sur les Évêques de Belley (M. Perroud), Bibliographie géologique de l'Ain (J. Tournier), Histoire de Belley (suite) (baron A. Dallemagne), La Seigneurie de Sothonod (De Seyssel-Sothonod), Monuments historiques, Tables du 7e volume

### 25efascicule- Juillet 1931
Imprimerie Aimé Chaduc, 164 pages
La Chartreuse d'Arvière (suite) (L. Joly), La Maison d'autrefois en Bresse et en Bugey (Em. Vingtrinier), La fin du château de Merciat (Corgié-Lavallée), Histoire de Belley (suite) (baron A. Dallemagne), La Seigneurie de Seyssel-Sothonod (suite) (De Seyssel-Sothonod), A Gabriel Vicaire (A. Blanchet)

### 26efascicule- Juillet 1932
Imprimerie Aimé Chaduc, 158 pages
La Grotte de la Sauge (J. Tournier), Découvertes géologiques et archéologiques, au Clos de l'Evêché de Belley (J. Tournier et A. Dubiez), La Chartreuse d'Arvière (Suite et fin) (L. Joly), La Lèpre dans l'Ain, au Moyen Âge (Dr Le Tessier), La Seigneurie de Seyssel-Sothonod (suite) (De Seyssel-Sothonod), Histoire de Belley (suite) (baron A. Dallemagne), M. René Corgié (Nécrologie)

### 27efascicule- Juillet 1933
Imprimerie Aimé Chaduc, 158 pages

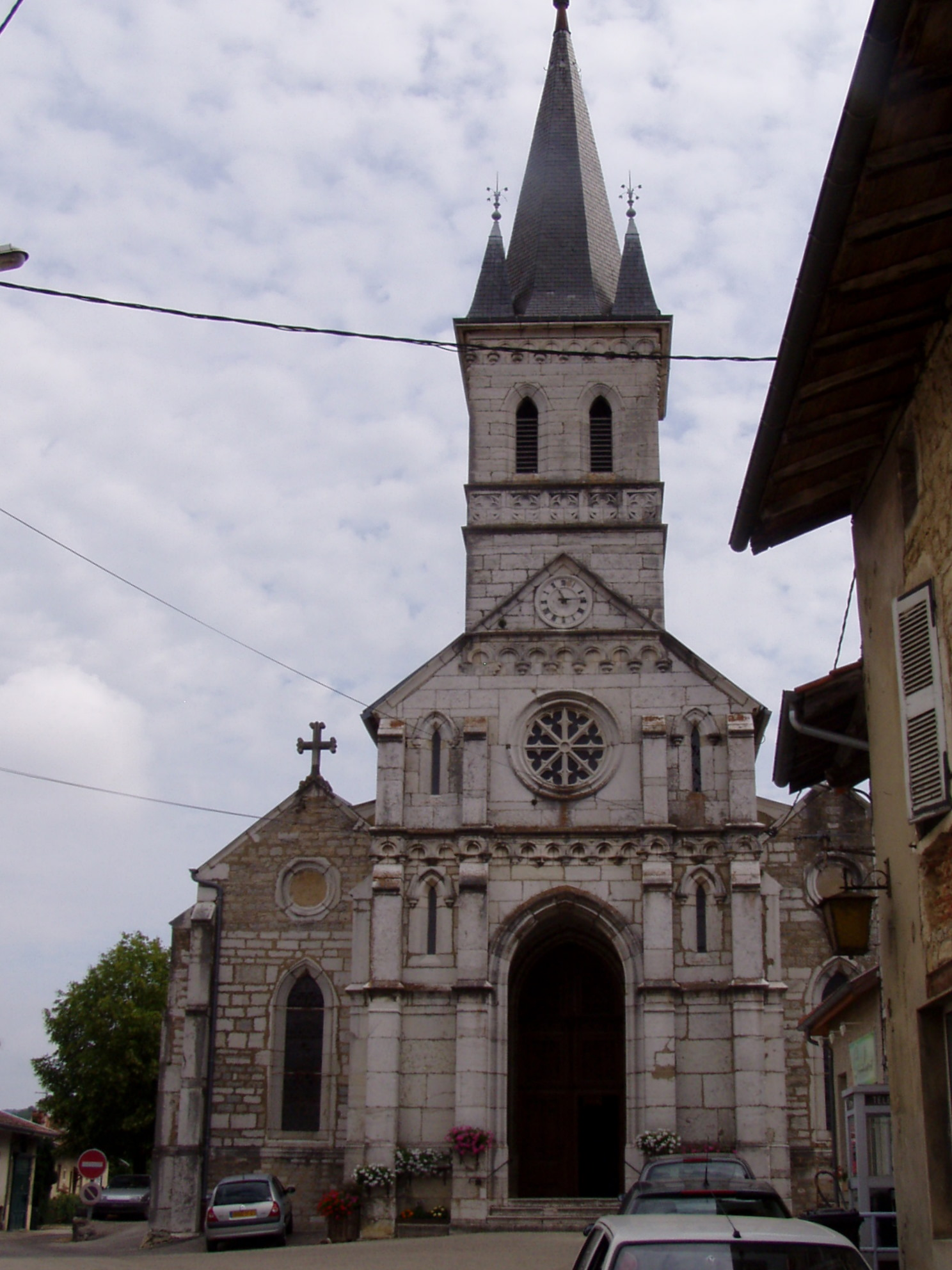
Église de Saint-Martin-du-Mont

Le couvent des Capucins à Belley (R. P. O'Reilly), Saint Étienne de Châtillon (L. Joly), La Chartreuse-forteresse de Pierre-Châtel (J. Tournier), Dent d'Elephas antiquus, Saint-Martin-du-Mont (A. Naillod), Le Couvent des Cordeliers à Belley (Mgr Dépéry), Trésor de monnaies romaines, de Sandrans (A. Dubiez), Cimetière gallo-romain à Murs, Histoire de Belley (suite et fin) (baron A. Dallemagne)

### 28efascicule- août 1934
Imprimerie Aimé Chaduc, 154 pages
Gabriel de Moyria (1770-1838) (Abbé Perrin), Le général Sibuet (A. Chagny), Un prêtre prisonnier à Pierre-Châtel (L. Joly), Fouilles de la rive gauche du Rhône entre la Balme et Yenne (Mgr Tournier), Découvertes archéologiques (A. Dubiez), Hauteville-Lompnes (Edmond Chapoy), Essai sur les origines d'Oyonnax (A. Bollé), Enlèvement des cloches de Cressieu, de Bons et de Chazey (J. Cohas), L'autel antique de Lhuis (E. Lépaulle), Un procès : danses et banvin (A. Naillod), La balle du Colporteur, La seigneurie de Rossillon (A. Dallemagne)

### 29efascicule- septembre 1935
Imprimerie Aimé Chaduc, 158 pages

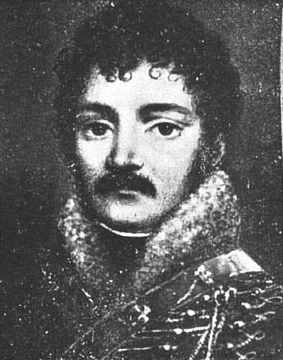
Le général Benoît Sibuet

Les poètes de l'Albarine (suite) (Abbé Perrin), Le général Sibuet (A. Chagny), Un prêtre prisonnier à Pierre-Châtel (L. Joly), Le vitrail au Moyen Âge et à Ambronay (Marcel Juilléron), Autel votif de la mère des dieux (Mgr Tournier), Quelques inscriptions modernes (A. Dubiez), Trouvaille de deux haches en bronze (A. Dubiez), Documents sur la Terre de Rossillon (A. Dubiez), Visite de la Société savoisienne d'Histoire et d'Archéologie, à Virieu-le-Grand et à Belley (A. Bonhomme), Bibliographie et dons au Bugey (A. Dallemagne)

### 30efascicule- août 1936
Imprimerie Aimé Chaduc, 158 pages
MM. Lourdel, Brillat-Savarin et Blanchet (Nécrologie), Oyonnax (Mme Dominjon), Le Général Sibuet (fin) (A. Chagny), Le monétaire de Groslée (H. Raquin), Crucifixion ancienne et Piédestal de Croix (A. Dubiez), Les poètes de l'Albarine (fin) (Abbé Perrin), Le Chapître de la Cathédrale. La Seigneurie de Montferrand (baron A. Dallemagne) ...

### 31efascicule- août 1937
Imprimerie Aimé Chaduc, 156 pages

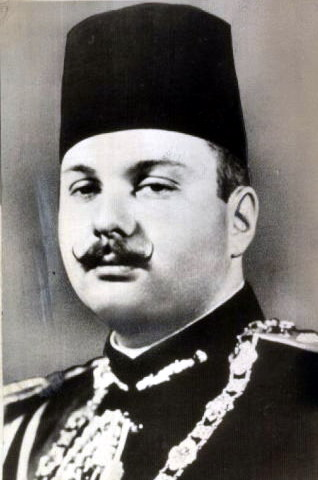
Farouk Ier

Quelques notes sur Artemare aux temps anciens (Louis Berthelon), Notes sur Virignin, Brens, Billieu (A. Dubiez), Charles Solland, curé de Saint-Blaise (L. Joly), Les origines bugistes de Farouk Ier, roi d'Égypte (H. Raquin), Mélanges d'épigraphie et de gastronomie (E. Lépaulle), Procédure et inventaire contre les Chartreux d'Arvières (G. Renoud), Brillat-Savarin en Amérique (M. Juilléron), Les mémoires de C.-A. Bellod (E. Dubois)...

### 32efascicule- Juillet 1938
Imprimerie Aimé Chaduc, 152 pages
Quelques notes sur Artemare aux temps anciens (fin) (Louis Berthelon), Mémoires de C.-A. Bellod (fin) (E. Dubois), Imbert de Groslée, sénéchal de Lyon (H. Raquin), Sur Sidoine Apollinaire (E. Lépaulle), Constitution de pension pour les Dames de Neufville (G. Renoud), Note sur l'Autel de Mithra à Saint-Blaise (A. Dubiez), Note sur l'Anglefort gallo-romain, Lettres de Sauvegarde d'Amédée V pour le gens de Belley, L'industrie du tissage en Bugey au XVIIIe siècle (baron A. Dallemagne) ...

### 33efascicule-   Juillet 1939
Imprimerie Aimé Chaduc, 160 pages

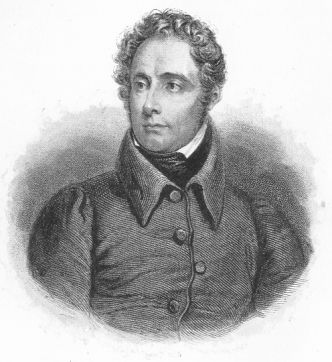
Alphonse de Lamartine

Monseigneur Tournier (Nécrologie), Tableau des avocats séant à Belley en 1601, Venue à Belley de NN. SS. Madot, du Dousset, de Montillet (Chanoine Bruyère), Lamartine et le « Lépreux de la Cité d'Aoste » au Colombier (Marcel Juilléron), Artemare (Edmond Chapoy), Trois découvertes archéologiques faites dans les environs de Belley (A. Dubiez), Les Allymes (baron A. Dallemagne), L'industrie du tissage en Bugey, Une famille bugiste (H. Raquin), Notes sur deux inscriptions latines en Bugey, Un litige protocolaire entre le Chapitre et les syndics de Belley, en 1745 (J. Poulaillon), Aperçu sur les noms des habitants de Belley vers le milieu du dix-huitième siècle (E. Lépaulle)...

### 34efascicule-  Juillet 1947

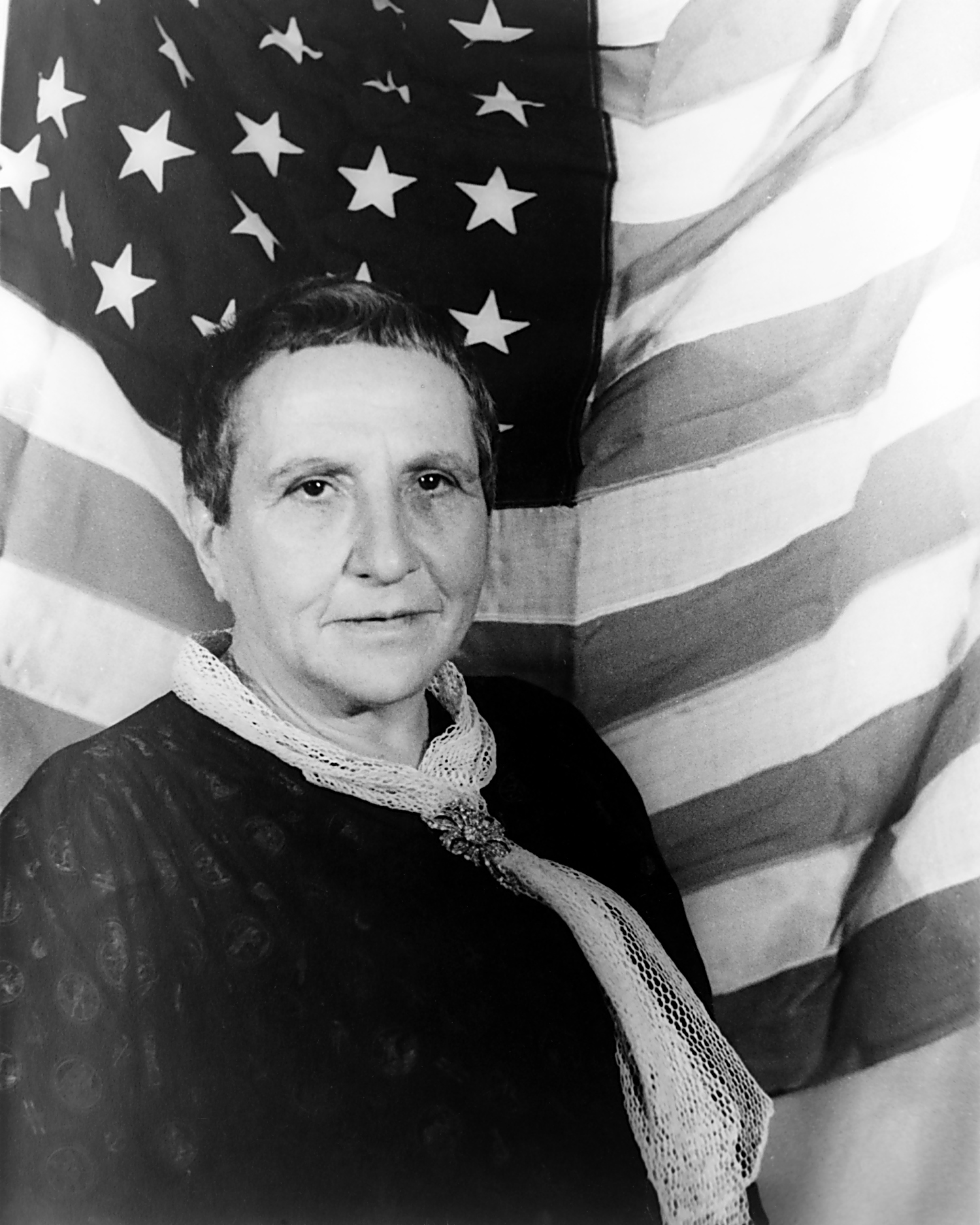
Gertrude Stein

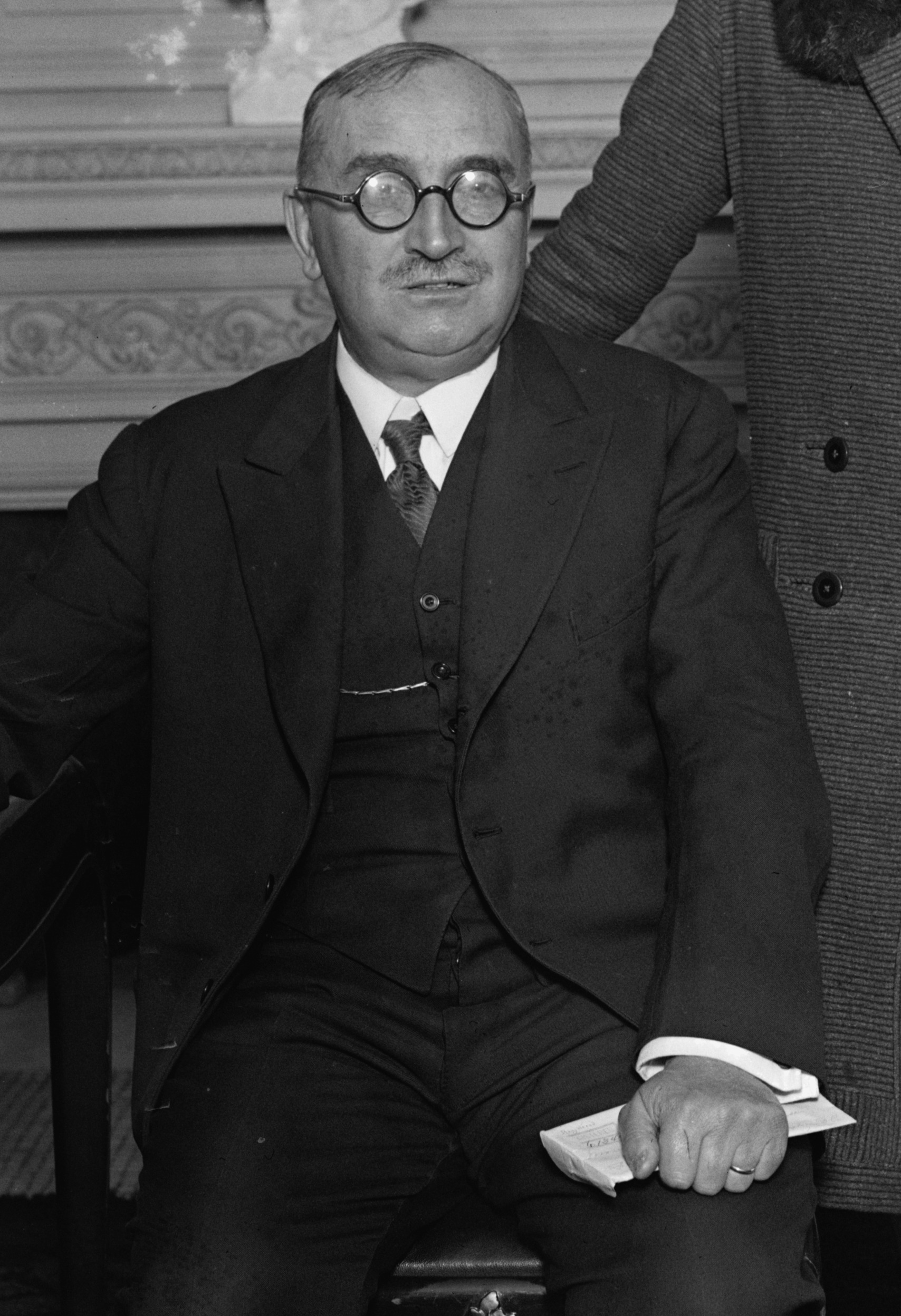
Paul Claudel

Société Nationale des Entreprises de Presse. Imp. du Bugey , 160 pages
Bibliographie et dons au Bugey, Rapport moral lu à la réunion du 23 mars 1947, Galois de la Baume, bon chevalier savoisien (J. C.), Bilan intellectuel du Bugey (1909-1939) (Marcel Juilléron), L'industrie du tissage en Bugey (suite) (baron A. Dallemagne), Esquisse historique sur le château d'Andert et ses propriétaires successifs (A. Dubiez), Mémoire présenté à l'Assemblée du Conseil des Trois-Ordres du Bugey, tenue à Belley le 10 février 1789 (Gaudet et Demerloz), Poésies, Gertrude Stein à Belley (Raymond Schwab)

### 35efascicule-  Septembre 1948
Société Nationale des Entreprises de Presse. Imp. du Bugey, 160 pages
Bibliographie et dons au Bugey, Lettre à Madame Roux (Brillat-Savarin), Quelques fleurs du Bugey (Marcelle Richard-Callet), Cybèle et son culte à Belley (Anthelme Dubiez), Les tapisseries de l'ancienne cathédrale de Belley (Chanoine Bruyère), Un procès de sorcellerie dans le Bugey en 1488 (anonyme voire collectif), Historique du Château de Beauretour (Albert Goujon), Promenade archéologique à Ceyzérieu (Anthelme Dubiez), Prise du col et de la région de Tende (1794-1795) (Baron Dallemagne), Boissel et le canon du Rhône sous la Convention (Achille Récamier), Quelques épisodes de la Révolution à Belley (1792-1795) (Baron Dallemagne), Un confesseur de la foi, Jean-Louis Ferre (Joannès Chetail), Le romantisme en Bugey (Emile Lépaulle), La Révolution de 1848. Ses échos à Belley (G. Lavoille)

### 36efascicule- Septembre 1949
Société Nationale des Entreprises de Presse. Imp. du Bugey, 160 pages
Bibliographie et dons au Bugey, Structure agraire en Bas-Bugey (L. Trénard et L. Trénard), Esquisse historique sur les relations entre le Petit-Bugey et le Bas-Bugey à travers les âges (Dubiez), Antoine Favre (D. Guillot), Communication relative à l'historique de la Chartreuse-Forteresse de Pierre-Châtel (A. Goujon), Notice sur le prieuré de Saint-Béron (J. Chetail), Le château de Loyettes et le procès-verbal de sa destruction (M. Joly), La municipalité de Belley et la création des Chemins de Fer dans la région (Baron Dallemagne), L'utilisation du Rhône-Génissiat (A. Récamier), La restauration du monument de Brillat-Savarin (M. Juilléron), Brillat-Savarin et la musique (P. Bezou), Le musée de la cathédrale de Belley (Ch. Bruyère)

### 37efascicule- Septembre 1950
Société Nationale des Entreprises de Presse. Imp. du Bugey, 160 pages
Monographie de Billieu (A. Dubiez), Les Eaux dans le Bas-Bugey (L. et L. Trenard), Les voies romaines dans le Bugey (A. Goujon), La venue des Parra à Belley (Chanoine Bruyère), Notice sur le prieuré bénédictin de Saint-Genix en petit Bugey (J. Chetail), Le caractère savoyard d'après les grands écrivains de chez nous (B. Secret), La municipalité de Belley et la création des Chemins de Fer dans la région (suite) (A. Dallemagne), Mademoiselle Yvonne Récamier (C. Soumille)

### 38efascicule-  Septembre 1951
Société Nationale des Entreprises de Presse. Imp. du Bugey. Belley, 152 pages
Bibliographie, La route Paris-Rome et les percées alpines (A. Goujon), Pétition des habitants de Vongnes à Napoléon III, Monographie de Billieu (A. Dubiez), Duel entre le Seigneur de Créqui et Philippin de Savoie (Baron Dallemagne), Le prieuré de Saint-Genis en Petit-Bugey (J. Chetail), Daniel-Rops en Bugey (D. D'Aiguy), Un aperçu sur Paul Claudel, à propos du Bugey (Comte F. D'Aiguy), Paul Claudel et la Fontaine de l'Adoue (J.-L. Charvet), Poésies (F. Berlioz, J. Charvet, C. Bertal, P.Perceveaux), Petite histoire des Burgondes et de leur venue dans les Pays du Bugey (Paul Perceveaux)

### 39efascicule- 1952

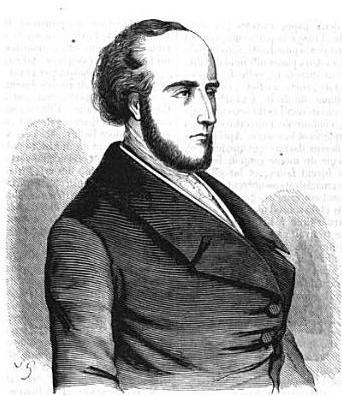
Sébastien-Benoît Peytel

Yvonne Récamier, aquarelliste (Joanny Drevet), Jean-Pierre Camus, évêque de Belley (3 novembre 1584- 26 avril 1652) (Pierre Sage), Bocance en Bugey (extrait du roman à paraître : Le Sixième sens) (Pierre Van der Meulen), Lucien Tendret (1829-1896) (Raymond d' Aiguy), Un Collège ignoré à Lagnieu, en l'An XIII (Baron André Dallemagne ; Marcel Juilleron), Anthelme Collet, l'escroc aux cent visages (Paul Perceveaux), Poésies (Hélène Wolkonsky ; Paul Perceveaux), Un poète parrain d'une cloche: Joséphin Soulary et le Bugey (André Chagny), Le drame du Pont d'Andert (Achille Recamier), 350e Anniversaire du rattachement du Bugey à la France (Albert Goujon)

### 40efascicule- 1953
Les Archives de Turin remises à la France en 1950-1951 (Joannès Chetail), Graveurs et Gravure (Joanny Drevet), Les Paroisses du Petit-Bugey (Chanoine Bernard Secret), Fondation de la Chapelle du Sauveur dans la Cathédrale de Belley par la famille de Migieu (Chanoine Bruyére), La Chapelle du Christ aux Cinq Plaies dans l'ancienne église de Champagne-en-Valromey (Joseph Charvet), Anthelme Collet, l'escroc aux cent visages (suite) (Paul Perceveaux), Le drame du Pont d'Andert (suite) (Achille Recamier)

### - 1954

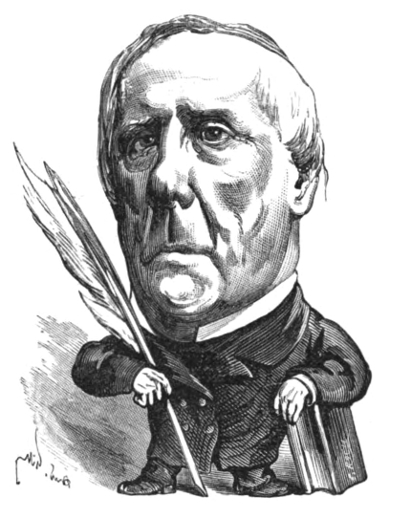
Edgar Quinet par André Gill

### 41efascicule- 1954
9 août 1914 : le 133e R.I. reçoit le baptême du feu ! (René Quais), Une croix de 1504 à Saint-Germain-les-Paroisses (Marcel Juilleron), Agitation universitaire sous Louis-Philippe : Quinet et Lenormant (Louis Trenard), Incendie de la cure de Chazey (26 juin 1776) et procès qui s'ensuivit (Baron André Dallemagne), Le colonel Mayot (Achille Recamier), La très véridique histoire de Jules Charlet, opposant au Coup d'Etat de 1851 (Paul Perceveaux), Les paroisses du petit-Bugey: Meyrieux et Verthemex (Chanoine Bernard Secret), Une tentative de démembrement du diocèse de Belley en 1763-1764 (Joannès Chetail)

### 42efascicule- 1955
Le bicentenaire de Brillat-Savarin, Cérémonies du bicentenaire dans l'Ain (Albert Goujon), À propos de la biographie de Brillat-savarin (Marcel Juilleron), Le charme littéraire de Brillat-Savarin (Henri Gauthier), Lamartine, Montherot et Brillat-Savarin (Marcel Juilleron), Les conséquences pour le Clergé du Petit Bugey de la peste de Marseille (1720-1721) (Joannès Chetail), L'Administration du Pays de Gex au XVIIIe siècle (fin) (Henri Castin), Variétés étymologiques et toponymiques sur le Valromey (Paul Perceveaux), Balzac et Anthelme Collet (Paul Perceveaux), Melchior Mayot, colonel d'Empire (Albert Goujon), Le temporel savoyard de l'évêché de Belley pendant une vacance du siège (Joannès Chetail)

### 43efascicule- 1956

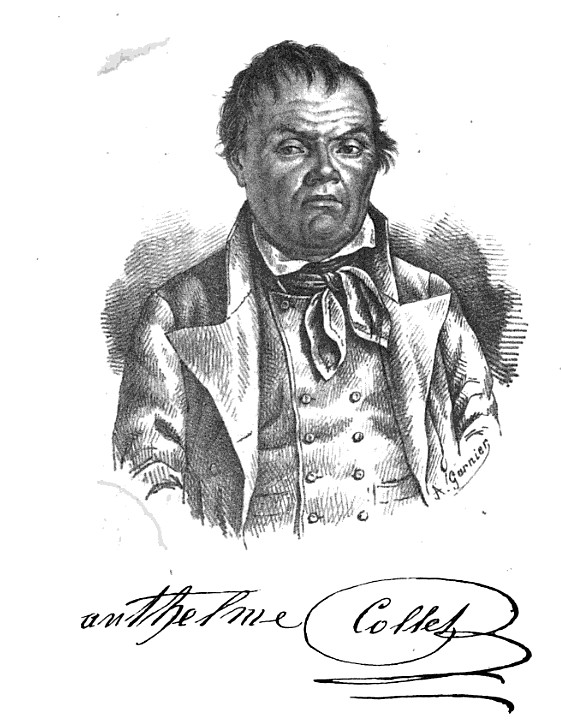
Anthelme Collet.

Le séjour de Fourier en Bugey (1816-1821) (Emile Poulat), Un bourgeois à Ceyzérieu au XIXe siècle : Louis Chaley (1791-1880) (Jean Lem),- De la mort du Comte de Savoie Amédée VII, du procès et du duel qui s'ensuivirent (1391-1398) (Baron André Dallemagne), L’Église Saint-Laurent d’Étables (J. Giraud), Les paroisses du petit-Bugey ; Marcieux-le-Franc. Un testament au XVIIIe siècle (Chanoine Bernard Secret), «A un monde mangé par la gloire» (Jacques Verdiel), De la traduction de l'Ode IV du Livre I: Ad Sestium, d'Horace (Romain Godet), Carnet de route : Pages du journal d'un soldat de Fort-les-Bancs et de Belley (Charles Baudoin)

### 44efascicule- 1957
Yenne est-elle l'ancienne Epao ? (Chanoine Bernard Secret), Pierre-Châtel, prison sous le Premier Empire (Marcel Juilleron), Honoré d'Urfé à Senoy (Jean Lem), Pour un anniversaire: Frédéric Genevrey (Dom Antoine Dumas), La nouvelle statue de la Fontaine de l'Adoue (J.L. Charvet), Hippolyte Flandrin (J.L. Charvet), Józef Hecht ami et hôte du Bugey (Paul Perceveaux), Bibliographie archéologique et autre: A. Chagny, Notre-Dame d'Ambronay (Marcel Juilleron)

### 45efascicule- 1958

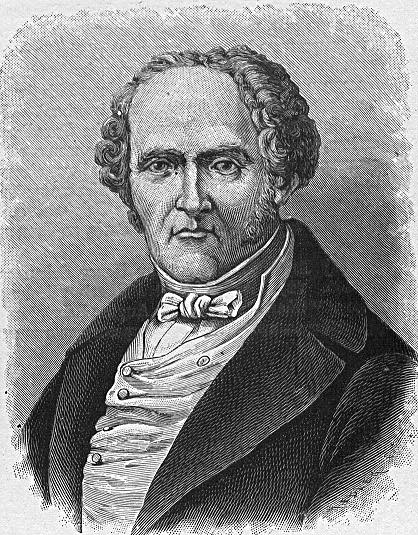
François Marie Charles Fourier

Un Bugiste en voyage (Jean Lem), Un contrat d'apprentissage de cordonnier à Belley et Virignin en 1711 (Marcel Juilleron), Quelques mots sur l'émigration bugiste (Paul Perceveaux), Un siècle de vie à Champagne sous l'Ancien Régime (Paul Perceveaux), Journal d'un «Grognard» de la Révolution et de l'Empire (Antoine Dufournet), Note sur un beau-frère de Fourier, le sous-préfet Rubat (Emile Poulat), Pierre-Châtel prison sous le Premier Empire (suite) (Marcel Juilleron), Une inscription au Grand Séminaire de Belley (Marcel Juilleron), Un saint ami des abeilles (A. Richard), L'Eglise de Passin en Valromey (J.L. Charvet).

### 46efascicule- 1959
Le Pont de Seyssel au XVIIIe siècle (Joannès Chetail), La statue de Notre-Dame sur le Rhône, à Seyssel (Abbé Mollie), Les digues du Rhône entre le confluent du Fier et celui du Guiers (Joannès Chetail), Pierre-Châtel prison sous le Ier Empire (suite: 1809) (Marcel Juilleron), Le péril du feu à Champagne (Paul Perceveaux), Réception, le 20 mai 1666, de Monseigneur de Bellin, évêque de Belley (Colonel E. Montant), Traité des Messageries entre Dijon et Belley (Colonel E. Montant), Une émancipation à Belley en 1744 (Colonel E. Montant), Rétablissement d'un centre paroissial à Andert-Condon après la Révolution de 1789 (Etienne Pernollet), Journal d'un «Grognard» de la Révolution et de l'Empire (suite) (Antoine et Paul Dufournet)

### 47efascicule- 1960

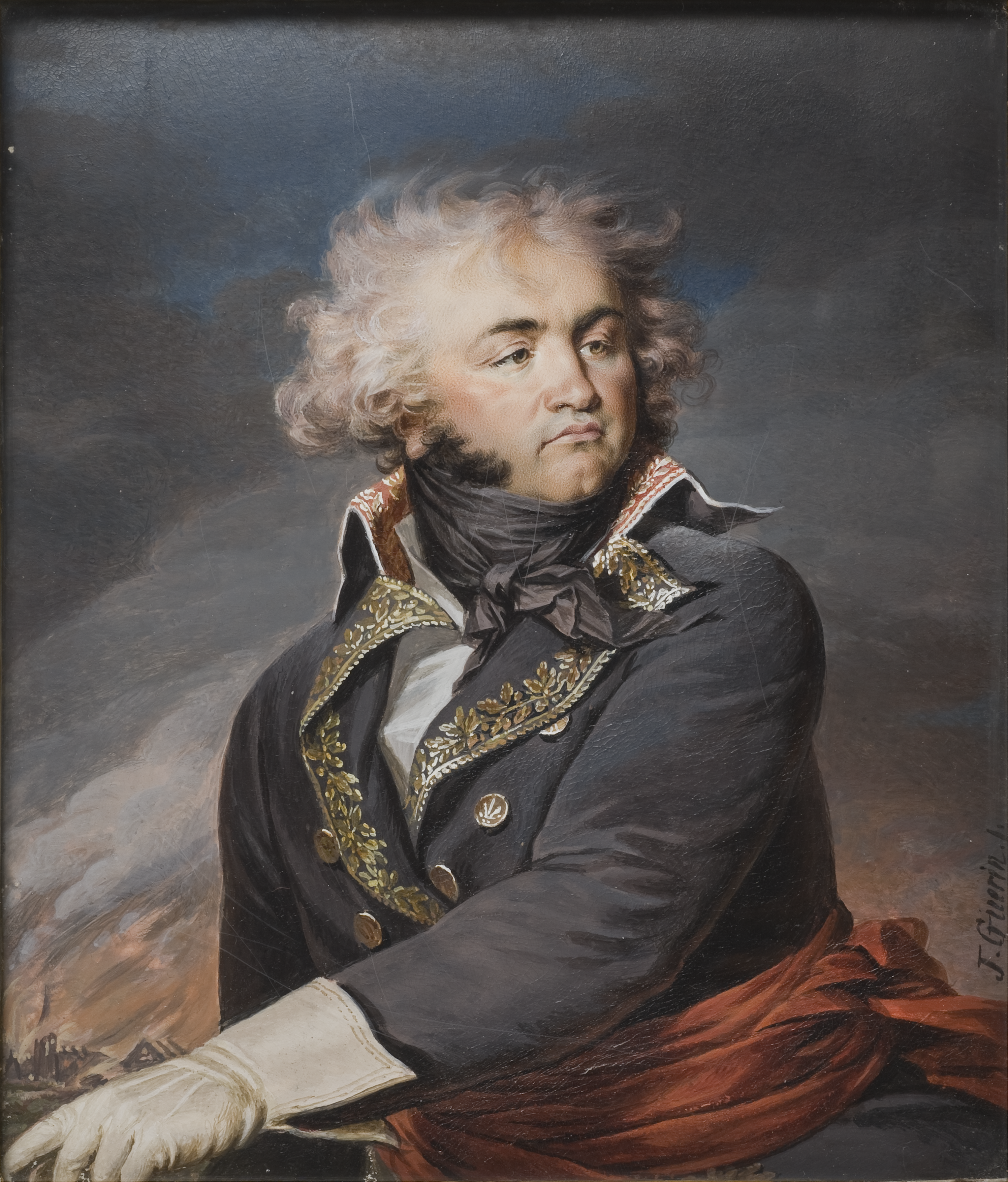
Jean-Baptiste Kleber

Nécrologie: le Baron André Dallemagne (Marcel Juilleron), Le futur Général Kléber à Saint-Rambert-en-Bugey (Louis Jasseron), La jeunesse d'Amélie Cyvoct (Jean Lem), Claude-Henri-Augustin Plantier, enfant de Ceyzérieu, évêque de Nîmes (1813-1875) (Etienne Pernollet), Le pont de Sault-Brénaz et les voies d'accès au XVIIIe siècle (Joannès Chetail), Le Pays Yennois: notes de sociologie religieuse (Lucien Pache), Ouverture d'une nouvelle route de Belley à Pierre-Châtel au XVIIIe siècle (Joannès Chetail), Pierre-Châtel, prison sous le Premier Empire (suite: 1810) (Marcel Juilleron), Journal d'un «Grognard» de la Révolution et de l'Empire (fin) (Antoine et Paul Dufournet), Un musée gallo-romain à Briord; Briord la Belle (Marcel Juilleron ; M. Pailhes)

### 48efascicule- 1961
Saint-Domitien, fondateur de l'abbaye de Saint-Rambert: légende et histoire (Dom Jacques Dubois), La succession de Monseigneur du Dousset, évêque de Belley (Joannès Chetail), Ferney en 1775, d'après la description inédite d'un petit-neveu de Voltaire (Jean-Daniel Candaux), Aspects de la Révolution de 1789 à Champagne-en-Valromey (Paul Perceveaux), Les conscrits de l'An X dans une commune du Petit-Bugey (L. Beisson), Pierre-Châtel, prison sous le Premier Empire (suite: 1811) (Marcel Juilleron), Le Duc d'Aumale à Belley; Une conversion manquée (Albert Dallemagne), Fragments de géologie bugiste (Pierre Dominjon), Le Pays Yennois: notes de sociologie religieuse (fin) (Lucien Pache), Un peintre un peu bugiste: Adolphe Appian (J.L. Charvet), Le point sur la Gaule à propos de la moissonneuse gauloise (Marcel Juilleron)

### 49efascicule- 1962

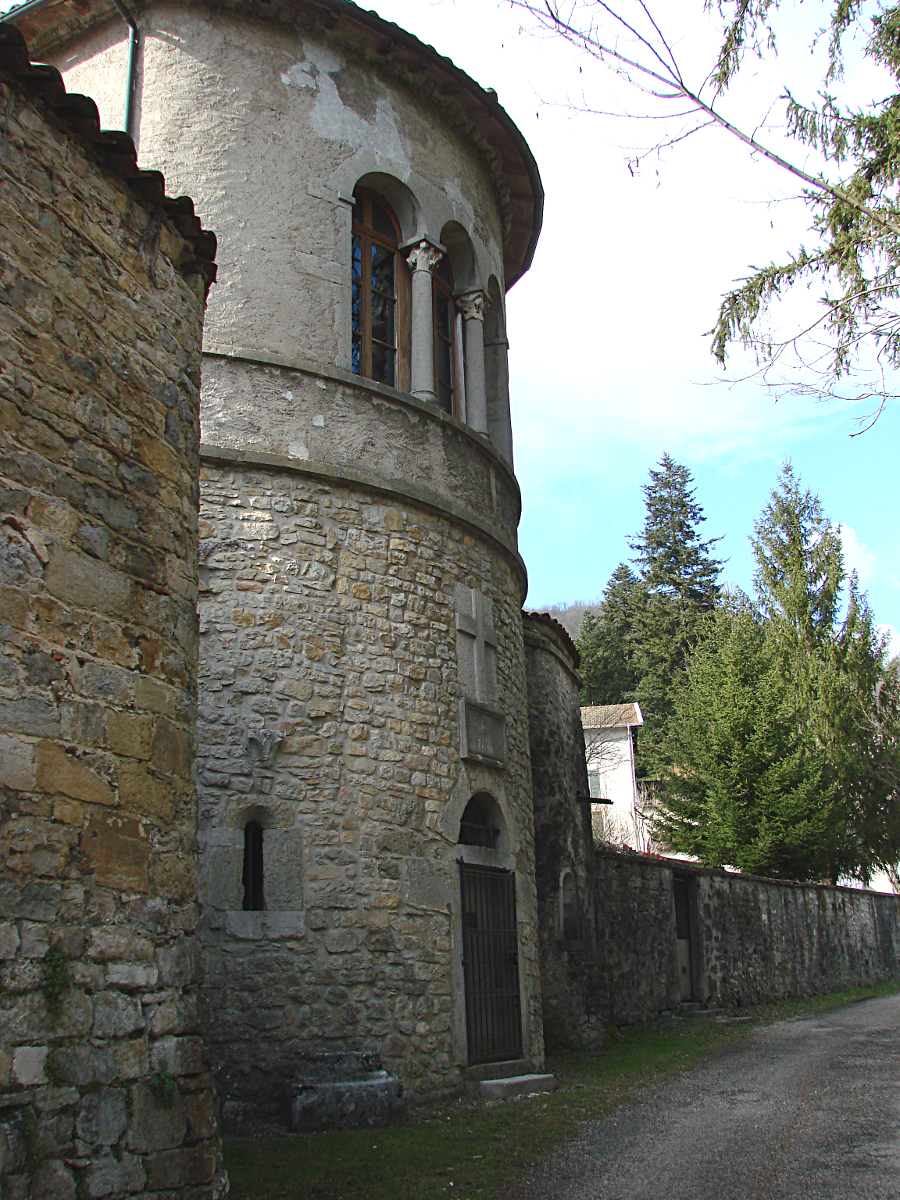
Abbaye de Saint-Rambert-en-Bugey

Moines et monastères du Bugey (Dom Jacques Dubois), Note sur la présence à Pierre-Châtel d'une céramique de technique ionienne (Raymond Vanbrugghe), Échos du siège de Pierre-Châtel en 1814 (J. Philippe), Un Évêque de Belley Abbé en Poitou au XVIIIe siècle (Joannès Chetail), Claude Bornarel, vicaire de Fitignieu et chansonnier patoisant en 1789 (Paul Perceveaux), L'effervescence sur la frontière sabaudo-bugiste (1790-1792) (Joannès Chetail), La carrière de magistrat de Louis Chaley (Jean Lem), «Belley et ses environs»: Poème d'Olivier (1844) (Etienne Pernollet), Prémeyzel et ses environs: Notes et documents (Martin-Basse), Saint-Maurice-de-Rotherens en Savoie (Henriette Guillon)

### 50efascicule- 1963
La nécropole gallo-romaine et barbare de Briord (Ain) (Albert Grange ; Henri Parriat ; Roger Perraud), La digue de Landaize, sur le Rhône en 1758 (Joannès Chetail), Une Commanderie de l'ordre de Saint-Jean de Jérusalem au XVIIIe siècle, celle de Chambéry (Joannès Chetail), Saint-Maurice-de-Rotherens (suite) (Henriette Guillon), Sur une tombe du vieux cimetière de Belley (René Quais), Bab-Moroudj 1916-1917 (René QUAIS), Un demi-siècle d'histoire du Bugey (Jacques May)

### 51efascicule- 1964

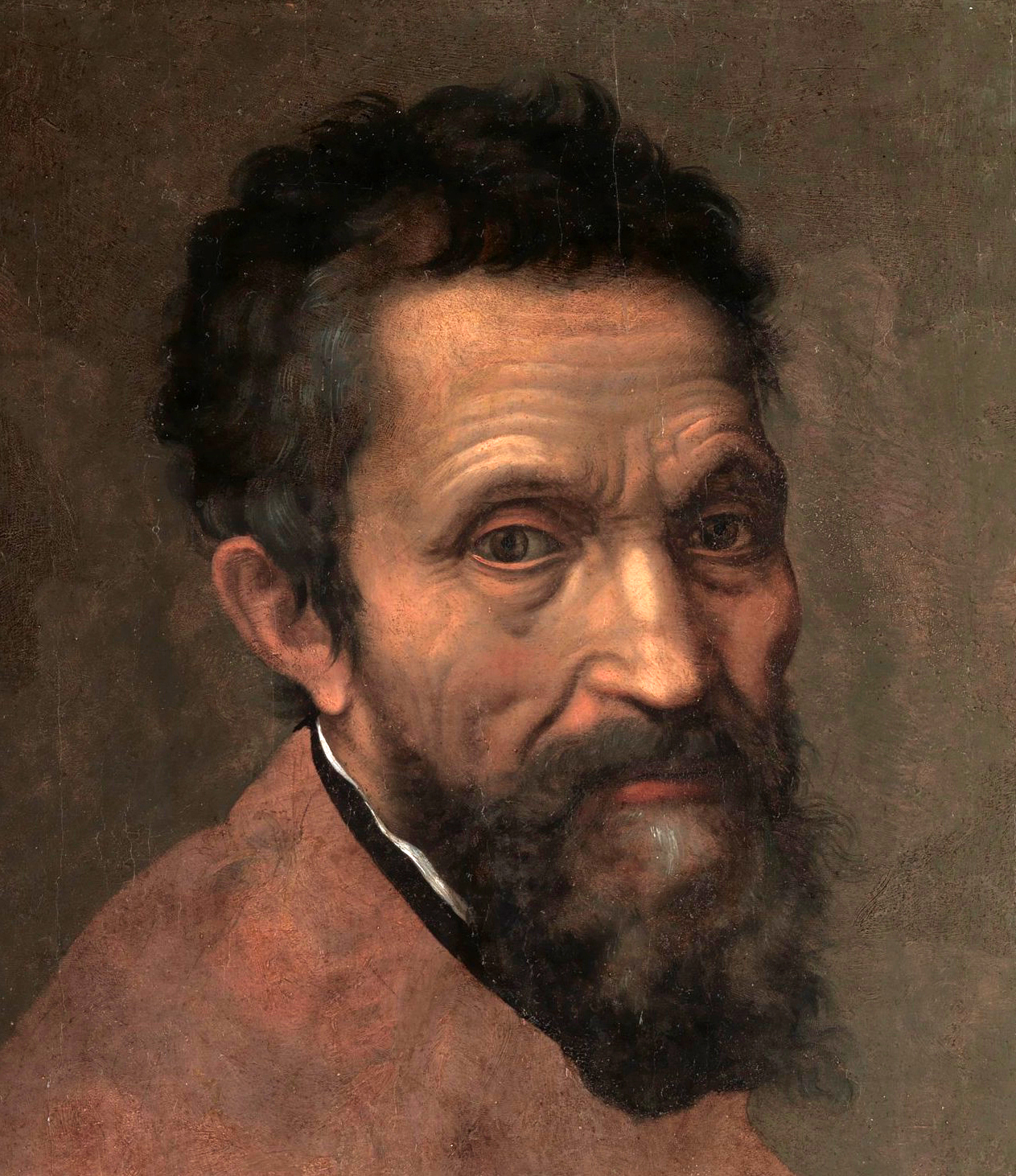
Michel-Ange, par Jacopino del Conte

Les Ammonites du Bugey (Pierre Dominjon), Nouvelles fouilles préhistoriques dans l'Ain (Jean Combier), La Vie et le génie artistique de Michel-Ange... au IVe centenaire de sa mort (André Chagny), Le chartreux numismate de Pierre-Châtel (1755) (Jean-Daniel Candaux), L'Auberge du Valromey à Belley en 1832 (Etienne Pernollet), La musique à Belley à travers les âges (Marcel Juilleron), Le grand orgue de la cathédrale de Belley (Abbé L. Lay), Marc Perret, bâtisseur et maire de Belley (Jacques May), La route Lyon-Genève par Nantua (Marcel Juilleron), Quelques argots de travailleurs itinérants des Alpes et du Jura (Louis Jasseron), Béon à travers des souvenirs d'enfance (Joseph Perrin), La «sainte demoiselle» de Lavours: Louise Cottin (1827-1847) (Joseph Perrin)

### 52efascicule- 1965
Découverte d'une basilique paléochrétienne à Briord (Albert Grange ; Henri Parriat ; Roger Perraud), La céramique sigillée de la villa de Pérignat, à Izernore (Cl. Lemaitre), Les monnaies de la villa gallo-romaine de Pérignat (hameau d'Izernore, Ain) (P.H. Mitard), Aspects de Fitignieu au XVIIIe siècle, d'après les registres paroissiaux (Paul Perceveaux), Fichier documentaire pour servir à l'étude de la cluse de Pierre-Châtel (Lucien Lagier-Bruno), Herborisation dans la Cluse des Hôpitaux (Louis Girerd), Deux prêtres de l'ancien Diocèse de Belley (Joannès Chetail), Les Poèmes liminaires de l'Histoire de Bresse et de Bugey de Samuel Guichenon (Marcel Juilleron), Poésie et mystère (Marcel Juilleron), D'Henry Petiot à Daniel-Rops (Pierre Van der Meulen)

### 53efascicule- 1966

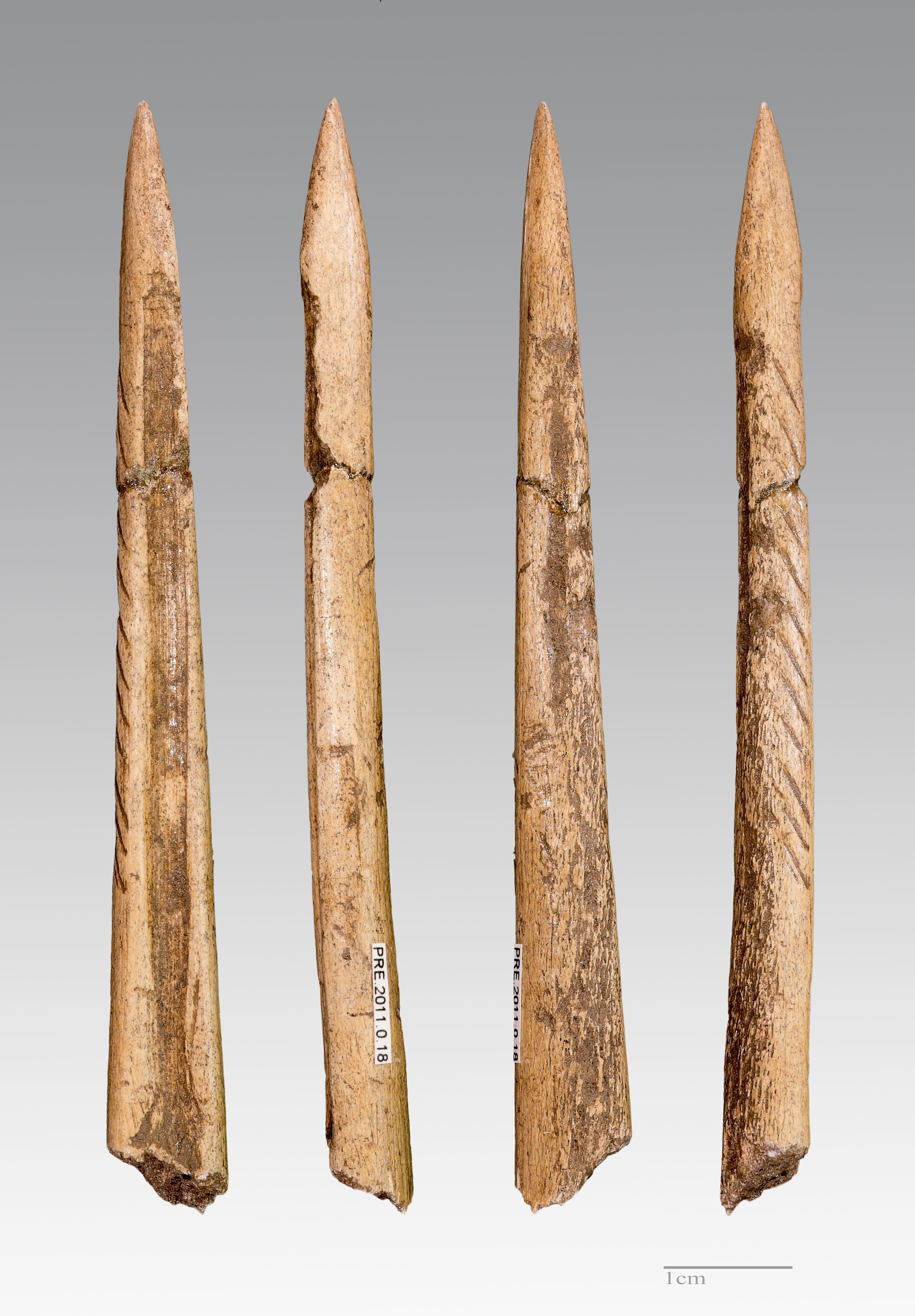
Pointes de sagaies magdaléniennes

Chronique des fouilles préhistoriques en Bugey en 1965 et 1966 (René Desbrosse), Les sagaies magdaléniennes de La Croze (Ain) (René Desbrosse), La grotte des Romains, défilé de Pierre-Châtel (fouilles anciennes) (René Desbrosse ; Louis Bonnamour), Aperçus sur la poterie protohistorique de deux gisements de Pierre-Châtel (Raymond Vanbrugghe), Sépultures de Chazey-Bons (A. Soleilhac), Le testament de François de Macognin en 1673 (Joseph Perrin), La Commanderie des Feuillets (ordre de Saint-Jean de Jérusalem) au XVIIIe siècle (Joannès Chetail), De curieux amis des Lamartine: Les La Fage-Péronne-Saint-Huruge (Albert Dallemagne), Le numéro 68 de la Grande-Rue, dépendance et chapelle(?) d'un collège libre de Belley (René Quais), Les anciens ponts sur le Rhône dans la cluse de Pierre-Châtel (Lucien Lagier-Bruno), Seyssel et le Pays de Gex en 1820 (Joannès Chetail), Une demande en mariage en 1864 (Joannès Chetail), Pierre-Châtel, prison sous le Premier Empire (Marcel Juilleron)

### 54efascicule- 1967
Fouilles préhistoriques dans l'Ain en 1967 (René Desbrosse), De l'Institut Pasteur à Ceyzérieu: « l'oncle Roux » (Joseph Perrin), Les Cahiers de doléances du Bugey et de la Dombes (Adrien Favre), La situation économique de Nantua en 1811 (Adrien Favre), En Bugey il y a 130 ans (Gaston Robert), Évolution de Fitignieu au XIXe siècle (étude démographique) (Didier et Paul Perceveaux), Saint François de Sales et les hôteliers (Chanoine Bernard Secret), Yenne d'après le cadastre de 1730 (Chanoine Bernard Secret), La pierre gisante des Fontaines (Lucien Lagier-Bruno), L’Église de l'Hôpital de Dorches (J. Ggiraud), Notice sur le prieuré de Corbelin (ancien diocèse de Belley) (Joannès Chetail), La plainte des religieux au Roi contre J.P. Camus en janvier 1635 (Marcel Juilleron), L'apanage bugiste des Savoie-Nemours et les droits de leurs officiers de Justice (Joannès Chetail), Charte de fondation de l'église de Flaxieu (Louis de Montfalcon), Un inventaire à la maison forte de La Pierre (Ceyzérieu) en 1742 (Joseph Perrin)

### 55efascicule- 1968
Vie et campagnes du Général Dallemagne (1754-1813) (Albert Dallemagne), Montaigne en Bugey (1581) (Etienne Pernollet), L'incendie du faubourg Pailleray, dit Incendie de la Saint-Blaise (Henri Putz ; Lucien Lagier-Bruno), La dîme sur le vin en Bugey (Joannès Chetail), Aymon de Montfalcon, prélat de la Renaissance (Louis de Montfalcon), La maison forte de Peyzieu (Jacques Dufour), La pierre gisante des Fontaines, note complémentaire (Lucien Lagier-Bruno), Inventaire archéologique (Jacques May), Monuments historiques du Bugey (Jacques May), Un artiste lyonnais en Bugey: Joannès Drevet (J.L. Charvet), Le tombeau de Boisson près de Yenne (Colonel Pasquier ; Lucien Lagier-Bruno)

### 68efascicule- Année 1981
Imprimerie du Bugey, 208 pages

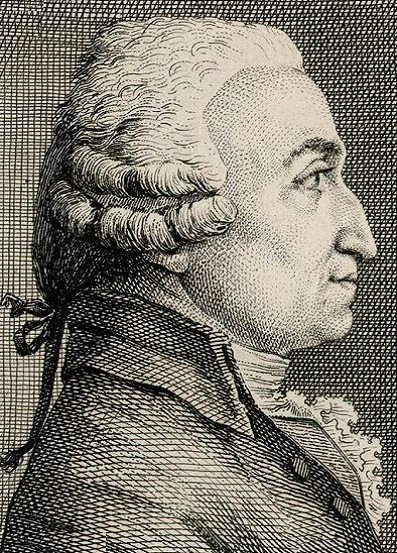
Joseph Bernard Delilia de Crose

Nouvelles inscriptions funéraires à Anglefort (P. Dufournet et R. Chevallier), La station romaine de Labisco et Petit-Bugey (P. Chappel et A. Charvet), 4 lettres du chanoine Tournier à l'abbé Breuil (R. Desbrosses), Clos et couvent des Capucins à Yenne (L. Lagier-Bruno), Le mercure gaulois du col du Chat (L. Lagier-Bruno), Vie quotidienne: Précurseurs de l'automobile, les frères Serpollet (anonyme voire collectif), Delilia de Croze, député de Nantua à la Constituante (Mme Dominjon), Différend entre l'ordre de Saint-Jean de Jérusalem et les syndics du Bugey (J. Chetail), Centre d'Ombres (Mlle Gonin), Les chanoines de Belley à la Belle Époque (J. Charbonnet), La maison de Joseph de Maistre à Lalissieu (G. Robert), Un Bugiste faiseur d'antipape : Louis Aleman, Le vêtement traditionnel dans la région de Yenne (J. R. Clocher), Vie de la Société